# Recolas e Previnquièiras
Recolas e Previnquièiras (en francès Recoules-Prévinquières) és un municipi francès situat al departament de l'Avairon i a la regió d'Occitània.

## Demografia
| 1962                                       | 1968 | 1975 | 1982 | 1990 | 1999 | 2006 |
| ------------------------------------------ | ---- | ---- | ---- | ---- | ---- | ---- |
| 438                                        | 510  | 503  | 418  | 444  | 428  | 460  |
| Des de 1962: població sense dobles comptes |      |      |      |      |      |      |

## Administració
| Període   | Identitat        | Partit |
| --------- | ---------------- | ------ |
| 1944-1945 | Émile Marcorelle |        |
| 1945-1953 | Adrien Pelat     |        |
| 1953-1968 | Paul Lescure     |        |
| 1968-1977 | Gabriel Lescure  |        |
| 1977-2008 | Pierre Vermande  |        |
| 2008-     | Raymond Guitard  |        |